# Белковский, Григорий Александрович
Григорий Александрович Белковский (при рождении Мойше-Герш Сендерович Бельковский, позже Белковский; англ. Gregor Belkovsky; 1865, Одесса — 1948, Тель-Авив) — профессор права и экономики в Софийском университете; один из лидеров сионизма в Болгарии; в 1897 году жил в Париже, а год спустя вернулся в Российскую империю; в 1924 году был выслан из Советского Союза и уехал в Палестину.

## Биография
Родился в 1865 году в Одессе в семье радомысльского мещанина Сендера Моисеевича Бельковского (1834 — 21 ноября 1882) и Рывки Бельковской. Учился в еврейской начальной школе, где о нём отзывались как об «одаренном ученике». По окончании школы он изучал право в Одесском университете, где специализировался в области римского и уголовного права. В студенческие годы он активно участвовал в одесском Еврейском национальном движении. Белковский получил медаль за свою дипломную работу и после окончания ВУЗа ему предложили преподавательскую должность, которую он отклонил, потому что условием её получения было обращение в христианство: «к принятию этого предложения воспрепятствовало религиозное исповедание Белковского». Не смог он получить и лицензию на юридическую практику — по аналогичной причине.
2 июня 1892 года, будучи помощником присяжного поверенного в Одессе, заключил брак с домашенй учительницей Хайкой (Кларой) Зусевной Зусьман (1861—?). В том же году, находясь на территории Германской империи, Белковский встретился с одним из своих бывших профессоров из Одесского университета: профессор сопроводил своего бывшего студента на встречу с министром просвещения Болгарии Георгием Живковым (1844—1899). Живков предложил Белковскому профессорскую работу в Софийском университете, а болгарское правительство во главе со Стефаном Стамболовым незамедлительно одобрило предложение министра. Это было весьма неожиданно, поскольку Белковский являлся, одновременно, как иностранцем, так и евреем. По прибытии в Софию он начал изучать болгарский язык; опубликовал несколько статей о римском праве на болгарском языке и одновременно начал пропагандировать сионизм, также на болгарском. Белковский стал лидером сионистского движения в Болгарии и несколько раз встречался с Иосифом Марко Барухом.
Белковский вошёл в ближний круг болгарского царя Фердинанда I и когда в 1896 году в Софии был создан Центральный сионистский комитет его лидером стал Белковский. 17 июня 1896 года Теодор Герцль прибыл в Болгарию, где встретился с Белковским. С 1891 года — ещё до создания Всемирной сионистской организации — Белковский был в контакте с видными сионистами по всему миру. В сентябре 1893 года известные европейские сионисты созвали предварительную конференцию в Вене, на которой присутствовал и Белковский. Он являлся одним из наиболее ярких противников Угандийского плана и отвергал любое поселение евреев за пределами Палестины. После Октябрьской революции Белковский вернулся в РСФСР, где продолжил свою сионистскую деятельность — он был назначен председателем Центрального сионистского комитета в России.
В 1924 году Белковский был арестован в Советском Союзе и приговорен к ссылке в Сибири: затем его приговор был смягчён — он был выслан в Палестину, где продолжил заниматься юриспруденцией до своей смерти в 1948 году.

## Работы
Григорий Белковский написал множество статей и серию брошюр, посвящённых пропаганде сионизма — включая работы «Чартер», «Еврейский колониальный банк»; он также писал и о вопросах русско-еврейской жизни, сотрудничая с газетами и журналами, включая «Восход», «Будущность», «Рассвет». Среди прочего он написал статьи ο положении еврейских ремесленников вне черты оседлости (в сборнике Еврейская колонизация) и книгу ο евреях в Сибири.
- Воспоминания (mi zichronotai), 1940.